# Psałterz Blanki Kastylijskiej
Psałterz Blanki Kastylijskiej – bogato iluminowany łaciński psałterz wykonany na początku XIII wieku. Księga składa się ze 190 pergaminowych kart in folio i ma wymiary 280×200 mm. Zawiera 9 ozdobnych inicjałów i 27 miniatur, przedstawiających sceny ze Starego Testamentu, Pasji i życia Najświętszej Marii Panny, cechujących się bogatą kolorystyką. Psalmy poprzedzone są kalendarzem, ozdobionym 24 medalionami z przedstawieniem znaków zodiaku oraz prac związanych z danymi miesiącami.
Pierwotnie manuskrypt był własnością Sainte-Chapelle, w której zbiorach poświadczony jest od 1335 roku. Od czasów rewolucji francuskiej znajduje się w Bibliotece Arsenału (sygnatura MS. 1186). Brak jest dokładnych danych o proweniencji psałterza, jednak dokładna analiza paleograficzna pozwala powiązać go z manuskryptami królewskimi pochodzącymi ze skryptorium Sainte-Chapelle. Zgodnie z naniesioną w XIV wieku na karcie 190r inskrypcją księgę wykonano dla królowej Blanki Kastylijskiej, matki Ludwika IX Świętego. Umieszczona na karcie 122v miniatura przedstawiająca klęczącą przed ołtarzem kobietę jest prawdopodobnie wizerunkiem królowej. Za czasów Karola V Mądrego księgę oprawiono w okładziny ozdobione fleurs-de-lis.